# Joey Meyer
Joseph E. Meyer, detto Joey (Chicago, 2 aprile 1949 – Hinsdale, 29 dicembre 2023), è stato un cestista e allenatore di pallacanestro statunitense.
Era il figlio di Ray Meyer.

## Carriera
Venne selezionato dai Buffalo Braves al diciottesimo giro del Draft NBA 1971 (233ª scelta assoluta).
Dal 2012 al 2017 lavorò come scout per i Los Angeles Clippers.

## Palmarès
- Campione NBA D-League: 2

Asheville Altitude: 2004, 2005